# Aloe tweediae
Aloe tweediae é uma espécie de liliopsida do gênero Aloe, pertencente à família Asphodelaceae.